# Janaúba
Janaúba es un municipio brasileño del estado de Minas Gerais.

## Geografía
Su población estimada en 2021 fue de 72.374 habitantes. 

## Etimología
El topónimo "Janaúba" es un término de la lengua general del sur que designa al arbusto Himatanthus drasticus.  

## Historia
Hasta el siglo XVI, la región fue ocupada por los indios Tapuia. A partir de ese siglo, los indios comenzaron a mezclarse con los esclavos negros que huían de las granjas de la región. Este pueblo mestizo, que sobrevivió de la pesca, el cultivo de algodón y la cría de cerdos, se ganó el nombre de "Gorutubanos" porque vivían cerca del río Gorutuba. Entonces la región comenzó a ser atravesada por drovers. En 1872, la familia de Francisco Barbosa, procedente del sur de Bahía, se estableció en las tierras de la "Caatinga Velha", cerca de una gameleira. Por esta razón, el pueblo formado ganó el nombre de "Gameleira". En 1943, se creó el distrito de Janaúba, perteneciente al municipio de Francisco Sá. El municipio de Janaúba fue creado el 27 de diciembre de 1948, por Ley Nº 336, e instalado el 1 de enero del año siguiente.

## Economía
Sus principales actividades económicas son la agricultura, la ganadería, el comercio y los servicios.